# طهر (بستك)
 طهر ، قرية صغيرة تتبع لـالبلدة المركزية (بالفارسية: بخش مركزى ) من توابع مدينة بستك إحدى قرى « إقليم گودة»، وتقع في محافظة هرمزگان في جنوب إيران.

## السكان
يبلغ عدد سكان هذه القرية حسب تعداد السكان لعام 2006 للميلاد، (174) نسمه تشكل (32 عائلة)، من أهل السنة والجماعة وعلى المذهب الشافعي. يتكلمون الفارسية باللهجة المحلية. لهم مدرسة مشتركة، ومجموعة من البرك لحفظ مياه الأمطار إذا سالت الأودية.

## وصلات خارجية
- التقسيمات الإدارية لمحافظة هرمزگان